# Reischberg
Der Reischberg ist ein knapp 790 m hoher Moränenhügel der Rißeiszeit auf dem Gebiet der Gemeinde Denklingen im oberbayerischen Landkreis Landsberg am Lech.

## Lage und Umgebung
Der Reischberg erhebt sich westlich etwa 40 m über den Talgrund des Weihertals im Sachsenrieder Forst.
Südlich des Hügels befindet sich der Dienhauser Weiher.